# SMS Schleswig-Holstein
La Schleswig-Holstein era una corazzata tedesca di tipo pre-dreadnought, ultima unità della Classe Deutschland. Entrata in servizio il 6 luglio 1908, servì nella Kaiserliche Marine durante la prima guerra mondiale; sopravvissuta indenne alla guerra, fu una delle otto corazzate concesse alla Germania dal Trattato di Versailles, entrando così a far parte della Reichsmarine prima e della Kriegsmarine poi, partecipando anche alla seconda guerra mondiale, della quale sparò i primi colpi, alle 4:48 del 1º settembre 1939.

## Vita operativa

### Servizio nella Kaiserliche Marine
Impostata nei cantieri Germania Werft di Kiel il 18 agosto 1905, venne varata il 7 dicembre 1906, ed entrò in servizio il 6 luglio 1908; l'unità, come le altre delle classi "Braunschweig" e "Deutschland", ebbe un nome geografico, riferito alla regione tedesca dello Schleswig-Holstein. La nave venne inserita nella II Squadra da battaglia della Hochseeflotte, insieme alle altre unità della classe Deutschland; nei successivi cinque anni, partecipò ad una serie di manovre addestrative nel Mar Baltico, partecipando anche ad una crociera nell'Oceano Atlantico tra il luglio e l'agosto del 1909. Il 14 luglio 1914 iniziò la sua annuale crociera verso la Norvegia, ma la minaccia dello scoppio di una guerra in Europa convinsero l'alto comando della Marina a richiamarla in patria.
Allo scoppio della prima guerra mondiale, la nave, considerata troppo obsoleta per confrontarsi con la flotta britannica, venne destinata a compiti di guardia alla foce del fiume Elba; nell'ottobre del 1914, la Schleswig-Holstein e le sue gemelle vennero inviate a Kiel per ricevere dei miglioramenti al loro sistema di protezione subacquea, al fine di renderle più resistenti ai siluri e alle mine. Sempre inquadrata nella II Squadra da battaglia, la Schleswig-Holstein fornì protezione agli incrociatori da battaglia tedeschi impegnati nel bombardamento di Scarborough, Hartlepool e Whitby tra il 15 e il 16 dicembre 1914. Dopo aver portato a termine altre operazioni minori, partecipò alla battaglia dello Jutland tra il 31 maggio e il 2 giugno 1916, inquadrata nella IV Divisione della II Squadra da battaglia, unità schierata in fondo alla linea da battaglia tedesca (la Schleswig-Holstein era l'ultima nave della linea) perché più lenta rispetto alle altre corazzate. La nave diede un contributo minimo alla battaglia (non sparò alcun colpo con i pezzi principali, anche per via della pessima visibilità), ma ricevette un colpo di grosso calibro che causò tre morti tra l'equipaggio e lievi danni.
Riparata, venne brevemente impiegata come nave-bersaglio per i sommergibili tedeschi, prima di riprendere il suo ruolo di nave da difesa costiera. Il 2 maggio 1917 venne messa fuori servizio e disarmata, prima di essere inviata a Bremerhaven per essere usata come nave-caserma. All'inizio del 1918 venne inviata a Kiel, dove rimase fino alla fine della guerra.

### Tra le due guerre
A seguito della sconfitta nella prima guerra mondiale, la Marina tedesca (denominata Reichsmarine) venne fortemente limitata nel numero e nel tipo delle navi da guerra di cui poteva disporre; in particolare, alla nuova Marina fu permesso di mantenere otto corazzate pre-dreadnought per la difesa costiera. La Schleswig-Holstein fu tra le navi selezionate per questo compito, e venne sottoposta ad estesi lavori di ammodernamento nel 1920; oltre alle modifiche alle sovrastrutture e all'armamento, anche il suo apparato motore fu sostituito, passando ad un sistema misto con caldaie a carbone e a nafta con il quale la velocità massima scese a 16 nodi. Dal 1932 al periodo immediatamente precedente alla seconda guerra mondiale ricoprirono in successione la carica di comandante i capitani di vascello Friedrich Götting, Karl Georg Schuster, Günther Krause, Hans Feldbausch e Gustav Kieseritzky.
La corazzata servì nella flotta fino al 1932, quando venne sottoposta a lavori di ricostruzione per trasformarla in una nave scuola; in particolare, vennero installate caldaie più moderne che permisero di ottenere spazio aggiuntivo dove sistemare gli alloggi per 175 allievi ufficiali.

### Servizio nella Kriegsmarine

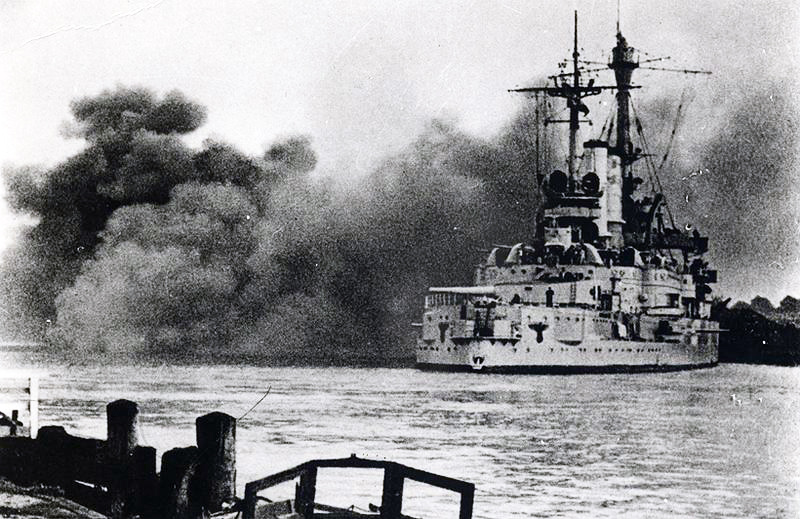
La Schleswig-Holstein apre il fuoco contro la fortezza polacca di Westerplatte

Il 25 agosto 1939 la nave giunse a Danzica in "visita di cortesia"; alle 4:48 del 1º settembre, i cannoni da 280 mm della Schleswig-Holstein aprirono il fuoco sulla fortezza polacca di Westerplatte, sparando quelli che sono considerati i primi colpi della seconda guerra mondiale. In seguito, la nave prese parte all'Operazione Weserübung, l'invasione tedesca di Norvegia e Danimarca, inquadrata nel Marinegruppe 7 incaricato di occupare i porti danesi di Nyborg e Korsør; la missione si concluse con un successo, senza alcun danno per la vecchia nave.
Successivamente, la Schleswig-Holstein rimase nel Baltico, alternando i compiti di nave-caserma con base a Gotenhafen a quelli di postazione antiaerea galleggiante. Dal gennaio 1941 alla fine della guerra, al suo comando si alternarono i capitani di vascello Alfred Roegglen e Walter Hennecke, il capitano di fregata Rigauer e il capitano di corvetta Bürklen. Nel dicembre 1944 la corazzata fu riportata in condizioni di combattere in mare, ma il 18 del mese, mentre si trovava in porto a Gdynia, fu sorpresa da un attacco aereo e colpita da tre bombe; per i danni riportati non poté rimanere a galla e si appoggiò su un basso fondale. Il 20 dicembre a bordo scoppiò un incendio che causò ulteriori danni ed il 25 gennaio 1945 la nave fu radiata, mentre il suo equipaggio combatté a terra durante la difesa del Castello di Marienburg. Il 21 marzo 1945 la nave fu fatta esplodere affinché non potesse essere recuperata dal nemico ma, nonostante ciò, nella primavera del 1946 lo scafo fu riportato a galla dalla Marina sovietica e rimorchiato a Tallinn. Il 29 settembre 1946 fu presa in carico dalla Morskoi Flot, con il nome di Borodino, per essere impiegata come caserma-dormitorio. Nel 1948 la Borodino, definitivamente radiata, fu affondata in acque basse davanti all'isola di Odsmussar per essere utilizzata come bersaglio nelle esercitazioni dei reparti aerei della Morskaja Aviatsija, ed era ancora visibile, semisommersa, negli anni '60.